# ヴェラノポリスECRC
ヴェラノポリスECRC (ポルトガル語: Veranópolis Esporte Clube Recreativo e Cultural) は、ブラジル・リオグランデ・ド・スル州ヴェラノポリスを本拠地とするサッカークラブである。

## 歴史
1992年1月15日、GERダウバン (G.E.R. Dalban) とヴェラエンセCA (Veranense C.A.) というふたつの地元クラブが合併して、ヴェラノポリスECRCは創設された。
1993年、カンピオナート・ガウショ（リオグランデ・ド・スル州選手権）2部に優勝した。
2007年、カンピオナート・ガウショの準決勝に進出するものの、カシアス・ド・スルのECジュベントゥージに敗れた。

## クラブカラーとニックネーム
ヴェラエンセCAのチームカラーであった青・赤・黄とGERダウバンのチームカラーであった緑・白の五色をクラブカラーとしている。その5色にちなんで「ペンタコロル (Pentacolor) 」のニックネームを持つ一方、クラブ名の頭文字をとってVECという愛称も存在する。

## スタジアム
メジアネイラ地区にあるエスタジオ・アントニオ・ダヴィド・ファリナがホームスタジアムである。最大収容人数は4,000人。

## タイトル

### 国内タイトル
- カンピオナート・ガウショ2部 : 1回
  - 1993

### 国際タイトル
なし

## 歴代監督
- アデノール・レオナルド・バッチ 1992-1995